# Reallohn

Entwicklung der Nominal- und Reallöhne in Deutschland

Änderung der Nominal- und Reallöhne in Deutschland

Der Reallohn (oder Reallohnindex) ist in der Wirtschaft und Wirtschaftswissenschaft als Arbeitslohn eine reale Größe, welche die Inflation oder Deflation berücksichtigt. Pendant ist der Nominallohn – eine nominale Größe.

## Allgemeines
Mit „Lohn“ sind alle Arbeitseinkommen gemeint. Der Reallohn ist der Indikator für die tatsächliche Kaufkraft des Nominallohns, was eine Preisbereinigung um Inflation oder Deflation erfordert. Während der Reallohn auf der Mikroebene der Mikroökonomie angesiedelt ist, gehört das Realeinkommen zur Makroebene der Volkswirtschaftslehre.
Der Reallohn ist die für das Arbeitsangebot entscheidende Größe. Orientieren sich dagegen die Marktteilnehmer auf dem Arbeitsmarkt bei Inflation am Nominallohn, so unterliegen sie der so genannten Geldillusion.

## Ermittlung
Der Reallohn {\displaystyle w_{r}} ergibt sich durch Division des Nominallohnes {\displaystyle w_{n}} durch das Preisniveau {\displaystyle p}:
{\displaystyle \mathrm {w_{r}} ={\frac {w_{n}}{p}}}.
Der Nominallohn wird in Tarifverhandlungen zwischen den Tarifparteien ausgehandelt, im Detail sind auch die verschiedenen Lohngruppen durch Nominallöhne definiert.

## Definitionen
Der Nominallohn ist als Durchschnittswert definiert. Versteht man ihn als Nettolohn nach Abzug von Steuern und Sozialabgaben, dann zeigen Änderungen des Reallohns an, wie sich die Kaufkraft der Arbeitnehmer ändert. Versteht man den Nominallohn als Bruttolohn, dann zeigen Änderungen des Reallohns an, ob Arbeit aus Sicht der Unternehmen teurer oder billiger wird. In der Volkswirtschaftslehre herrscht diese zweite Definition vor.

### Reallohnindex
Für Deutschland berechnet das Statistische Bundesamt einen Reallohnindex.
Der Reallohnindex wird als Quotient aus dem Nominallohnindex und dem Verbraucherpreisindex berechnet.
{\displaystyle {\text{Reallohnindex}}={\frac {\text{Nominallohnindex}}{\text{Verbraucherpreisindex}}}\cdot 100}.
Änderungen dieses Index entsprechen ungefähr der Nominallohnänderung abzüglich der Inflationsrate.

### Reallohn
Der Reallohn wird im Verhältnis Lohnsatz W zu Preisniveau P wiedergegeben:
{\displaystyle R={\frac {W}{P}}}.
Der Faktor {\displaystyle W} stellt den aggregierten Nominallohn dar. Der aggregierte Nominallohn ist der in Geldeinheiten gemessene durchschnittliche Bruttoarbeitslohn pro Stunde.
Der Faktor {\displaystyle P} entspricht dem Preisniveau, also dem durchschnittlichen Preis der Güter.
In der neoklassischen Theorie ist der Reallohn eng verbunden mit dem Grenzprodukt der Arbeit. Ein Unternehmen im Wettbewerb stellt demnach solange Arbeitskräfte ein, bis das Grenzprodukt der Arbeit mit dem Reallohn übereinstimmt.
Für Konsumenten – das können Arbeitnehmer aber auch Unternehmen sein – ist der Reallohn entscheidend, nicht der Nominallohn. Das Interesse der Arbeitnehmer besteht darin, wie viele Güter und Dienstleistungen sie tatsächlich kaufen können, nicht wie viele Euro sie am Monatsende bekommen. Entscheidend ist also die Höhe des Lohns in Form von Gütereinheiten, der so genannte Reallohn.
Betrachtet man die Unternehmen, so ist nicht der an die Beschäftigten gezahlte Nominallohn entscheidend, sondern welchen Nominallohn die Unternehmen im Verhältnis zum Preis des produzierten Endprodukts zahlen. Auch hier ist der Reallohn die entscheidende Komponente.

## Reallohn und Arbeitslosenquote
In der Mikroökonomie wird das Marktgleichgewicht auf dem Arbeitsmarkt üblicherweise als Gleichgewicht zwischen Arbeitsangebot (Arbeitnehmer) und Arbeitsnachfrage (Arbeitgeber) dargestellt. Hierzu wird die Lohnsetzungsgleichung und die Preissetzungsgleichung verwendet:
- Die Lohnsetzungsgleichung entspricht der Angebotsfunktion, weswegen sie auch „Arbeitsangebots-Gleichung“ genannt wird. Ein Anstieg der Beschäftigung impliziert eine Abnahme der Arbeitslosigkeit, was bei Tarifverhandlungen zur Durchsetzung eines höheren Reallohns führt.
- Die Preissetzungsgleichung impliziert, dass aufgrund der Preispolitik die Preise durch die Unternehmen festgesetzt werden. Aufgrund der Marktmacht der Unternehmen bei der Preisfestsetzung entspricht das Verhältnis zwischen dem Preisniveau {\displaystyle P} und dem Lohnsatz {\displaystyle W} genau der Gewinnmarge {\displaystyle \mu }:[10]

{\displaystyle {\frac {W}{P}}={\frac {1}{1+\mu }}}.
Die Entscheidung der Unternehmen, wie sie ihre Preise festlegen, wirkt sich auch auf den Reallohn aus. Eine höhere Gewinnmarge wird die Unternehmen veranlassen, bei gegebenen Nominallöhnen ihre Preise zu erhöhen.
Preissetzungsgleichung
{\displaystyle {\frac {P}{W}}=1+\mu }.
Mittels Kehrwert ergibt sich die Gleichung für den Reallohn:
{\displaystyle {\frac {W}{P}}={\frac {1}{1+\mu }}}
mit
{\displaystyle \mu } = Gewinnaufschlag.
Die Gleichung verdeutlicht, dass die Entscheidung der Unternehmen, wie sie ihre Preise festlegen, Auswirkungen auf den Reallohn hat. Ein höherer Gewinnaufschlag bewirkt, dass die Unternehmen ihre Preise bei gegebenen Nominallöhnen erhöhen. Dies wiederum verursacht gleichzeitig einen Rückgang des Reallohns.
Lohnsetzungsgleichung
{\displaystyle {\frac {W}{P}}=F(u,z)}.
Die Lohnsetzung schließt einen negativen Zusammenhang zwischen Arbeitslosenquote u und Reallohn W/P ein, das heißt, je höher die Arbeitslosenquote, desto niedriger der Reallohn, welcher bei der Lohnsetzung festgesetzt wird. Steigt die Arbeitslosenquote, ist die Verhandlungsmacht der Arbeitnehmer schlechter, und der Reallohn ist niedriger. Daraus ergibt sich jedoch noch kein zwingender kausaler Zusammenhang. Vielmehr sind sowohl Arbeitslosigkeit als auch Reallohn Abhängige der aggregierten Arbeitsnachfrage.

## Reallöhne international
Die nachfolgende Tabelle zeigt die Veränderungen der Reallöhne in einigen Staaten in % gegenüber dem Vorjahr:
| Staat                   | 1995–2004 | 2010–2020 |
| ----------------------- | --------- | --------- |
| Europäische Union 15/27 | 7,4       | 4,9       |
| Belgien                 | 6,4       | −0,1      |
| Dänemark                | 15,6      | 9,8       |
| Deutschland             | −0,9      | −1,0      |
| Frankreich              | 9,4       | 2,0       |
| Irland                  | 19,4      | 9,5       |
| Italien                 | 2,0       | −3,5      |
| Niederlande             | 11,9      | 7,0       |
| Österreich              | 2,8       | 5,7       |
| Schweden                | 25,4      | 11,6      |
| Vereinigte Staaten      | 19,6      | 0,9       |
| Vereinigtes Königreich  | 25,2      | −3,0      |

Die Entwicklung der Reallöhne hängt davon ab, inwieweit es zu einer Steigerung der Nominallöhne kommt und wie diese durch die Inflation ganz oder teilweise kompensiert wird. Kleinstaaten wie Dänemark, Irland oder Niederlande weisen überdurchschnittlich hohe Wachstumswerte auf.

## Wirtschaftliche Aspekte
Der Nominallohn ist die ökonomische Größe, die bei Tarifverhandlungen zwischen Arbeitgebern und Gewerkschaften zugrunde gelegt wird. Bei hoher Inflation wird allerdings die Entwicklung der Reallöhne berücksichtigt und die den Nominallohn bestimmende Arbeitsproduktivität außer Acht gelassen. Dies geschieht durch einen so genannten Inflationsausgleich, der die Lohn-Preis-Spirale in Gang setzen kann.
Beim Gleichgewichtsreallohn, der sich bei flexiblen Nominal- und Reallöhnen bei vollkommener Konkurrenz auf dem Arbeitsmarkt automatisch einstellt, kommt ein Arbeitsmarktgleichgewicht dadurch zustande, dass Arbeitsangebot und Arbeitsnachfrage (ohne Arbeitslosigkeit) übereinstimmen. Bei völliger Flexibilität der Nominallöhne besteht auf dem Arbeitsmarkt ein Marktgleichgewicht in dem Sinne, dass die Unternehmen bei einem gegebenen Reallohn gerade so viel Arbeitsnachfrage entwickeln wie von den Privathaushalten Arbeitsangebot zur Verfügung gestellt wird. Wenn also das Preisniveau durch exogene monetäre Faktoren steigt, wird der Nominallohn durch einen vorübergehenden Nachfrageüberschuss am Arbeitsmarkt zunehmen, bis sich der Gleichgewichtsreallohn wieder einstellt.